# Pachysaga munggai
Pachysaga munggai är en insektsart som beskrevs av Rentz, D.C.F. 1993. Pachysaga munggai ingår i släktet Pachysaga och familjen vårtbitare. IUCN kategoriserar arten globalt som sårbar. Inga underarter finns listade i Catalogue of Life.